# Plan von Ayutla
Der Plan von Ayutla wurde am 1. März 1854 in Ayutla de los Libres verabschiedet und zielte auf die Absetzung des nunmehr achtmaligen Präsidenten von Mexiko, Antonio López de Santa Anna.
Der liberale Juan Álvarez Benítez und einige Gegner Santa Annas beschuldigten diesen der Unterdrückung, der Abschaffung der repräsentativen Demokratie und, wegen der Veräußerung mexikanischen Territoriums im Gadsden-Kauf, des Verrats. Bekannte Anhänger des Plans waren unter anderem Benito Juárez und Ignacio Comonfort. Santa Anna konnte sich jedoch zunächst behaupten und trat erst im August 1855 letztmals vom Amt des Präsidenten zurück, woraufhin er zum wiederholten Male ins Exil nach Kuba ging.